# Нижний Колевай
Нижний Колевай — деревня в Глазовском районе Удмуртии, в составе Верхнебогатырского сельского поселения.

## География
Улицы деревни:
- Колевайская

## Население
| 2010 | 2012 |
| ---- | ---- |
| 7    | →7   |

Численность постоянного населения деревни составляет 11 человек (2007).